# Noya (département)
Pour les articles homonymes, voir Noya.
La Noya est un département de la province de l'Estuaire au Gabon. Sa préfecture est Cocobeach.